# Kostas Kapnisis
Kostas Kapnisis (* 20. November 1920; † 4. Juli 2007; griechisch Κώστας Καπνίσης) war ein griechischer Pianist und Komponist der Jazz- und Unterhaltungsmusik.
Kapnis studierte Klavier am griechischen Konservatorium. Seit 1939 komponierte er. 1941 schuf er ein Tanz- und Unterhaltungsorchester für den griechischen Rundfunksender RSA, das er bis 1944 leitete. Er verfasste die Musik für mehr als 110 Spiel- und Dokumentarfilme, Theater- und Musicalaufführungen. Auch war er als Arrangeur tätig. Insbesondere als Filmkomponist nahm er an vielen Festivals teil, unter anderem in Spanien 1962, Brasilien 1966 und 1967, Chile 1974 und Russland 1963 und 1966. 1993 veröffentlichte er das Album Alexia Interprets the Classic mit griechischen Jazz-Songs aus den 1920er bis 1960er Jahren. Das Album erhielt Dreifach-Platin in Griechenland und Zypern.
Kapnis war Mitglied des Griechischen Komponistenverbandes und fungierte von 1965 bis 1967 als Präsident des Nationalen Musikverbandes  und als Vizepräsident der Griechischen Föderation der Musik von 1966 bis 1967. Er wurde mit einer Goldmedaille auf dem Song Festival von Brasilien (1967) geehrt; er erhielt Auszeichnungen für seine Musik zum Spielfilm Die Hände (Thessaloniki 1962) und Sonderpreise für die Musik zu den Filmen O Panikos (1969), Alexandros o Megas – Anamesa stin istoria kai to thrylo (Thessaloniki 1977).